# The Hardy Boyz
Hardy Boyz (znany także jako The Hardys lub Team Xtreme) to wrestlingowy tag team składający się z braci Matta oraz Jeffa. Obu łączy kontrakt z federacją Ring Of Honor. Najbardziej są znani ze swoich występów w World Wrestling Entertainment.
W latach 1993–1998 występowali w federacjach niezależnych. W roku 1998 podpisali kontrakt z WWF. Szybko zdobyli popularność poprzez wykonywanie ryzykownych akcji w powietrzu i 29 czerwca 1999 zdobyli po raz pierwszy WWF Tag Team Championship pokonując The Acolytes (Farooqa i Bradshawa). Łącznie zdobywali ten tytuł sześciokrotnie. Oprócz tego zdobyli także raz WCW Tag Team Championship. Rodzdzielili się w 2003 roku po tym, jak 22 kwietnia Jeff został zwolniony z WWE. W 2006 roku Jeff wrócił do WWE i zaczęli oni ponownie występować w tag teamie. Zdobyli wtedy po raz ostatni World Tag Team Championship, 2 kwietnia 2007 w tag team Battle Royal. Po tym jak w latach 2009 Jeff, a później w 2010 Matt odeszli z WWE, przeszli do Total Nonstop Action Wrestling. W 2017 roku nie odnowili kontraktu i przeszli do ROH. Powrócili do WWE na największej gali WrestleMania 33 wygrywając pasy WWE Raw Tag Team Championship pokonując Cesaro i Sheamus, Enzo Amore i Big Cass oraz Luke'a Gallowsa i Karla Andersona. Prowadzą obecnie feud z Cesaro i Sheamus.